# Hans Vemmer
Hans Oluf Bertram Vemmer (21. februar 1895 i København – 27. november 1954), var en dansk sløjd- og skolemand.
H. Vemmer tog lærereksamen fra Den Danske Realskoles Seminarium i 1916, nysprog student 1919. Lærer på Nærum Kostskole 1916, vikar på Frederiksberg 1918 og i 1919 tilknyttet Københavns kommunes skolevæsen, hvor han i en lang årrække var lærer ved Nyboder Skole og seminarielærer på Blågård Seminarium, der i disse år lå i samme bygning som Kapelvejens Skole. Han var en inciterende seminarielærer i sløjd og praktik. I 1944 blev han viceskoleinspektør ved Prinsesse Charlottegades Skole i og i 1953 inspektør på skolen. 
Det manuelle arbejde lå Vemmer stærkt på sinde fra hans unge år, og han var en stor kapacitet med hensyn til småsløjd og frie øvelser, i hvilke han også ledede mangfoldige kurser i og uden for København. Han havde sløjdlærereksamen i træsløjd og supplerende uddannelse i småsløjd og metalsløjd. Tegnelærerkurser. Med utrættelig ildhu engagerede han sig i arbejdet for sløjdens fremme og fornyelse. Han var aktiv i Dansk Skolesløjds Seminarielærerforening, som han stiftede i 1932 og har været formand for, og i Københavns Kommuneskolers Sløjdlærerforening, hvor han også har været formand, og i perioden 1938-1941 var han medlem af Modeludvalget. 